# Dicranota aberrans
Dicranota aberrans är en tvåvingeart som beskrevs av Evgenyi Nikolayevich Savchenko 1980. Dicranota aberrans ingår i släktet Dicranota och familjen hårögonharkrankar. Inga underarter finns listade i Catalogue of Life.